# يوكيتوشي هوري
يوكيتوشي هوري (باليابانية: 堀 之紀) مواليد 12 سبتمبر 1952، هو مؤدي أصوات ياباني من سيتاغايا، طوكيو.

## الأعمال

### أنمي
- سيف النار
- سانت سيا
- الرغيف العجيب
- دراغون بول زد
- أخي العزيز
- داي الشجاع
- المقاتل المتنقل جي جاندام
- المحقق كونان
- دراغون بول جي تي
- إينوياشا
- جينتاما
- كود غياس
- دراغون بول زد

### أفلام
- كو: زائر من المحيط
- المحقق كونان: عد تنازلي إلى الجنة
- المحقق كونان: المطارد الأسود

### أوفا
- سانت سيا

### ألعاب
- ميتال غير سوليد
- ميتال غير سوليد 3: سنيك إيتر
- دينستي ووريورز 6
- نينجا غايدن سيجما 2
- داينستي واريورز 8
- هونكاي امباكت

## وصلات خارجية
- يوكيتوشي هوري على موقع IMDb (الإنجليزية)
- يوكيتوشي هوري على موقع قاعدة بيانات الفيلم (الإنجليزية)
- يوكيتوشي هوري على موقع كينوبويسك (الروسية)
- يوكيتوشي هوري على موقع ANN person (الإنجليزية)